# جدعون غارتنر
جدعون غارتنر (بالإنجليزية: Gideon Gartner)(13 مارس 1935-12 ديسمبر 2020)، رجل أعمال أمريكي ومقاول ومعلم وفاعل خير. غالبًا ما يشار إليه على أنه والد صناعة المحللين الحديثة، اشتهر بأنه مؤسس شركة جارتنر وهي شركة أبحاث واستشارات في ستامفورد في كونيتيكت لتكنولوجيا المعلومات.